# Specklinia fuegi
Specklinia fuegi là một loài thực vật có hoa trong họ Lan. Loài này được (Rchb.f.) Solano & Soto Arenas mô tả khoa học đầu tiên năm 2002.